# Tête nucléaire océanique
La tête nucléaire océanique (TNO) est une ogive thermonucléaire française destinée à équiper les missiles balistiques MSBS M51 sur les SNLE-NG de classe Le Triomphant. Sa mise en service est effective depuis 2016, en remplacement des têtes TN 75, issues du M45, qui équipent les M51 dans un premier temps.
Les TNO, conçues et réalisées par la direction des applications militaires du CEA, font partie intégrante du programme de la force de dissuasion nucléaire française. 

## Origines des matières nucléaires
Les matières explosives, comme pour toute tête thermonucléaire, comportent trois éléments principaux, qui sont de l'uranium, du plutonium et du tritium, de qualité militaire. L'uranium hautement enrichi en uranium 235 a été produit à l'usine de la COGEMA à Pierrelatte. Le plutonium hautement enrichi en plutonium 239 a été produit à l'usine de la COGEMA à Marcoule. Ces deux productions ont été réalisées avant l'arrêt définitif de la production d'uranium et de plutonium par la France en 1997, le pays disposant d'un stock suffisant pour ses besoins présents et futurs. Le Tritium était produit dans les réacteurs Célestin I et II de l'usine de Marcoule du CEA, eux aussi arrêtés depuis 2009.

## Charge
Les têtes TNO emportent une charge nucléaire dont la puissance, officiellement tenue secrète (information couverte par le « Secret défense ») serait, selon certaines sources, de l'ordre de 100 kt, et donc légèrement inférieure à celle de l'ancienne TN 75 estimée à 110 kt. La charge utilisée est dite « robuste »  : moins optimisée que la TN 75, mais d'une fiabilité et durée de vie améliorées. Sa technologie a bénéficié de l'ultime campagne d'essais nucléaires réalisée en 1995-96 à Mururoa et sa conception a été in fine validée par le programme de simulation nucléaire de défense français réalisé à l'aide du Laser Mégajoule, du supercalculateur TERA-100 et du générateur de rayons X Airix.
Un sous-marin nucléaire lanceur d'engins (SNLE) pouvant embarquer 16 missiles portant jusqu’à 10 têtes, le potentiel théorique ultime d'une salve de 160 TNO (16 000 kt) serait équivalent à plus de 1000 bombes atomiques d'Hiroshima (qui était d'une puissance d'environ 15 kt).

## Corps de rentrée
Le corps de rentrée de la TNO, enveloppe externe de forme conique dotée de protections thermiques de très haute performance, a été optimisé pour les performances du missile M51 et permet notamment d'assurer, avec la précision requise, la rentrée atmosphérique sur des trajectoires à très longue portée. Il présente également des caractéristiques avancées de furtivité.

## Données classifiées
Les données figurant dans cet article ne peuvent qu'être indicatives car, comme le souligne un rapport d'information du Sénat :
« Vos rapporteurs ont eu accès à la totalité des informations qu'ils ont souhaité obtenir concernant la fabrication, la puissance et les développements de ces têtes nucléaires. Ils ne peuvent en faire état compte tenu des règles de protection de l'information qui entourent ces données. »

## Nouvelle version
La version M51.3 de son vecteur doit être munie d'une nouvelle tête, la TNO-2, à sa mise en service fin 2025.

## Annexe